# Stadtmuseum Baden-Baden

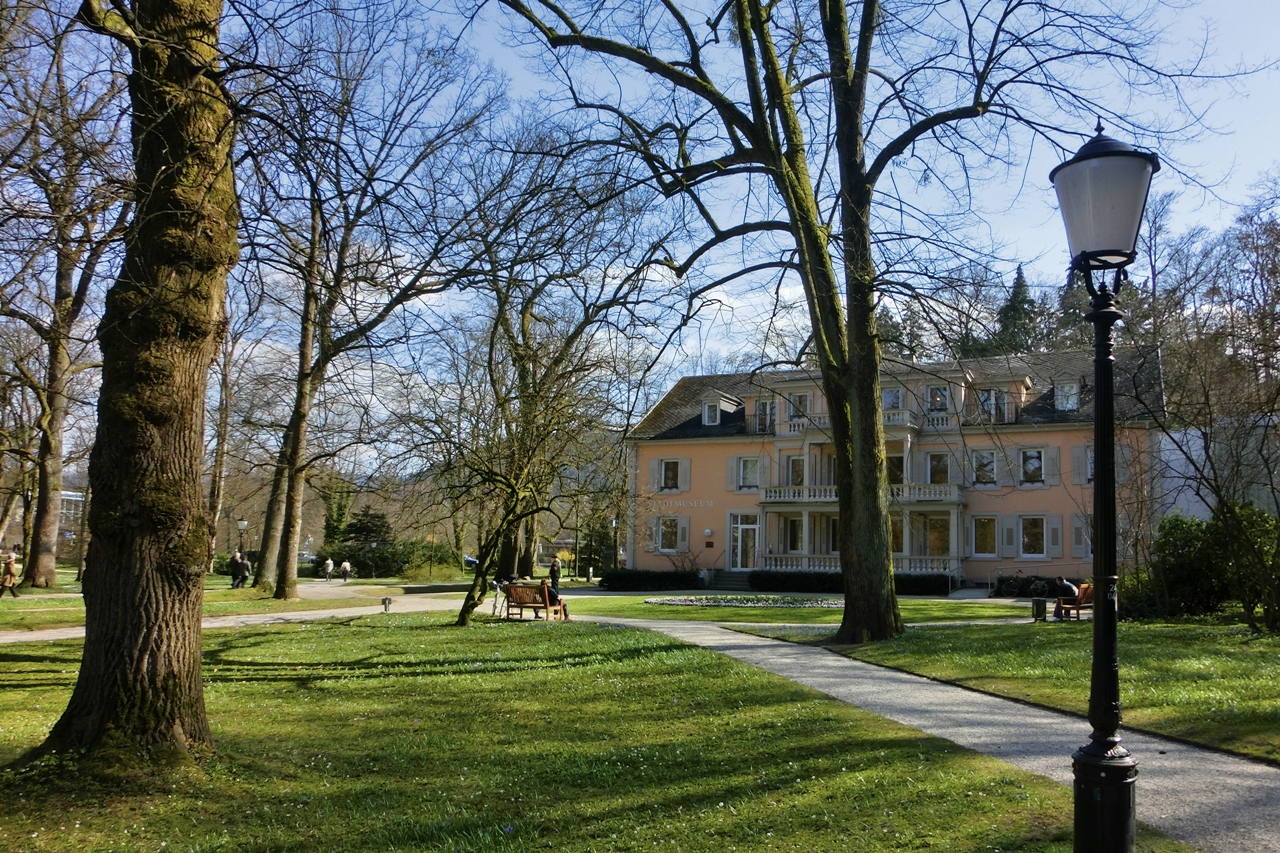
Stadtmuseum Baden-Baden

Das Stadtmuseum Baden-Baden ist seit Herbst 2004 im so genannten Alleehaus in der Lichtentaler Allee untergebracht. Es präsentiert die Geschichte der Stadt von den römischen Anfängen bis zur Gegenwart.
Schwerpunkte sind die Badekultur und Kuren durch die Jahrhunderte sowie das mondäne Weltbad im 19. Jahrhundert.
Ferner gibt es Spezialsammlungen, wie etwa böhmische Gläser, historisches Spielzeug sowie Münzen und Medaillen. In einem gläsernen Pavillon sind Steindenkmäler und plastische Bildwerke von der Römer- bis zur Neuzeit zu sehen, darunter die spätgotischen Portalfiguren der Stiftskirche.